# LEN Champions League
LEN Champions League je dlouhodobá soutěž nejlepších evropských klubových mužstev ve vodním pólu, kterou pořádá každoročně Evropská plavecká liga. Soutěž byla založena v roce 1963 jako Pohár mistrů, současný název nese od roku 2011. Ligy se účastní mistři třiceti evropských zemí, země s nejlepším koeficientem mohou nasadit dva i tři kluby. Formát soutěže se skládá z pěti stupňů: předkola, základních skupin hraných každý s každým (jednorázový turnaj v jednom městě), vyřazovací části hrané systémem doma/venku, po níž ve hře zůstanou čtyři mužstva, která spolu s osmičkou nasazených nejlepších týmů z minulého ročníku vytvoří dvě šestičlenné skupiny, z nichž postupují tři nejlepší do závěrečného turnaje Final Six. Historicky nejúspěšnějšími týmy jsou HAVK Mladost Záhřeb (Chorvatsko), VK Partizan Bělehrad (Srbsko) a Pro Recco (Itálie), každý získal sedm vítězství.

## Seznam vítězů
- 1963-64:  VK Partizan Bělehrad
- 1964-65:  Pro Recco
- 1965-66:  Partizan
- 1966-67:  Partizan
- 1967-68:  HAVK Mladost Záhřeb
- 1968-69:  Mladost
- 1969-70:  Mladost
- 1970-71:  Partizan
- 1971-72:  Mladost
- 1972-73:  Orvosegyetem SC Budapešť
- 1973-74:  MGU Moskva
- 1974-75:  Partizan
- 1975-76:  Partizan
- 1976-77:  CSK VMF Moskva
- 1977-78:  Canottieri Neapol
- 1978-79:  Orvosegyetem SC
- 1979-80:  Vasas Budapešť
- 1980-81:  VK Jug Dubrovník
- 1981-82:  Club Natació Barcelona
- 1982-83:  Wasserfreunde Spandau 04
- 1983-84:  Recco
- 1984-85:  Vasas
- 1985-86:  Spandau
- 1986-87:  Spandau
- 1987-88:  Water Polis Pescara
- 1988-89:  Spandau
- 1989-90:  Mladost
- 1990-91:  Mladost
- 1991-92:  VK Jadran Split
- 1992-93:  Jadran
- 1993-94:  Újpest TE
- 1994-95:  Club Natació Catalunya
- 1995-96:  Mladost
- 1996-97:  CN Posillipo Neapol
- 1997-98:  Posillipo
- 1998-99:  VK POŠK Split
- 1999-00:  VK Bečej
- 2000-01:  Jug Dubrovnik
- 2001-02:  Olympiakos Pireus
- 2002-03:  Recco
- 2003-04:  Honvéd Budapešť
- 2004-05:  Posillipo
- 2005-06:  Jug Dubrovník
- 2006-07:  Recco
- 2007-08:  Recco
- 2008-09:  VK Primorac Kotor
- 2009-10:  Recco
- 2010-11:  Partizan
- 2011-12:  Recco
- 2012-13:  Crvena Zvezda Bělehrad
- 2013-14:  Atlètic Barceloneta
- 2014-15:  Recco
- 2015-16:  Jug Dubrovník
- 2016-17:  Szolnok SC
- 2017-18:  Olympiakos Pireus
- 2018-19:  Ferencváros
- 2020-21:  Recco
- 2021-22:  Recco
- 2022-23:  Recco
- 2023-24:  Ferencváros
- 2024-25:  Ferencváros

## Nejlepší střelci
- 2012-13: Felipe Perrone (CN Atlètic Barceloneta) 51 gólů
- 2013-14: Filip Filipović (VK Radnički Kragujevac) 42 gólů